# Kupiec wenecki
Kupiec wenecki (ang. The Merchant of Venice) – komedia Williama Szekspira, napisana pomiędzy 1594 a 1597 rokiem. Tytułowym bohaterem jest kupiec Antonio, a nie, jakby się mogło wydawać, żydowski pożyczkodawca Shylock. Akcja sztuki odbywa się w XVI-wiecznej Wenecji. Komedia ta została opublikowana w Pierwszym Folio w 1623 roku.
W XVI-wiecznej Anglii popularne były hasła antysemickie. Żydów z Anglii wygnano w 1290 roku, za czasów Olivera Cromwella dopuszczono do ponownego osadnictwa, które jednak rozwijało się powoli aż do XVIII wieku. Liczni badacze uważają, że Szekspir w tej sztuce utrwala negatywne stereotypy o Żydach, pokazując głównego bohatera jako chciwego wyzyskiwacza, chrześcijanina znów jako uczciwego i dobrego człowieka. Prawdopodobnie w ten sposób chciał przypodobać się widowni, która zapewne w większości miała podobne zdanie. W czasie uzachodnienia Japonii w XIX wieku przekład tego dzieła Shakespeare’a spowodował wzrost nastrojów antyżydowskich w społeczeństwie japońskim, mimo tego że nie było w nim Żydów.

## Osoby

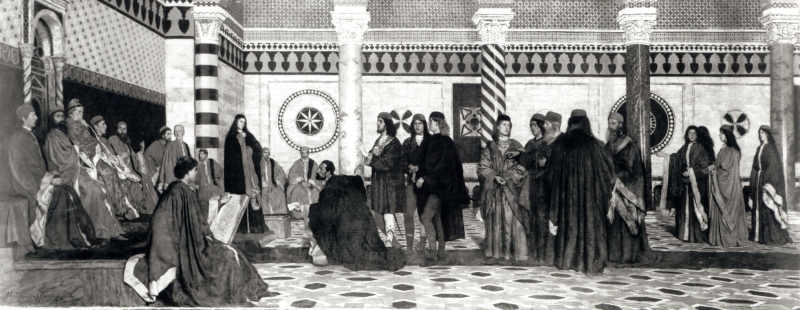
Obraz Aleksandra Gierymskiego, 1873

| Osoba             | Jej rola w dramacie         |
| ----------------- | --------------------------- |
| Doża wenecki      |                             |
| Książę marokański | starający się o rękę Porcji |
| Książę aragoński  | starający się o rękę Porcji |
| Antonio           | kupiec wenecki              |
| Bassanio          | jego przyjaciel             |
| Solanio           | przyjaciel Antonia          |
| Salarino          | przyjaciel Antonia          |
| Gracjano          | przyjaciel Antonia          |
| Lorenco           | kochanek Jessyki            |
| Shylock           | Żyd                         |
| Tubal             | Żyd, jego przyjaciel        |
| Lancelot Gobbo    | sługa Shylocka              |
| Stary Gobbo       | ojciec Lancelota            |
| Salerio           | posłaniec z Wenecji         |
| Baltazar          | sługa Porcji                |
| Stepano           | sługa Porcji                |
| Leonardo          | służący Bassania            |
| Porcja            | bogata dziedziczka          |
| Neryssa           | jej powiernica              |
| Jessyka           | córka Shylocka              |

## Czas i miejsce akcji
Akcja sztuki rozgrywa się w Wenecji i w pałacu Porcji w Belmonte.

## Treść
Shylock, żydowski kupiec, zajmuje się dawaniem wysokooprocentowanych kredytów, Antonio, chrześcijanin i jego konkurent, pożycza zaś pieniądze bez oprocentowania. Najlepszy przyjaciel Antonia, Bassanio, zakochuje się w Portii. Żeby jednak móc ją zdobyć, potrzebuje pożyczyć dużo pieniędzy. Z pomocą przychodzi mu Antonio, który co prawda nie dysponuje obecnie gotówką – całość swojego kapitału zainwestował – jednak pożycza 3000 dukatów od Shylocka. Ten zgadza się udzielić pożyczki nieoprocentowanej, jednak stawia warunek: jeśli Antonio nie odda całej sumy na czas, Shylock będzie miał prawo do funta jego ciała.

## Akt I

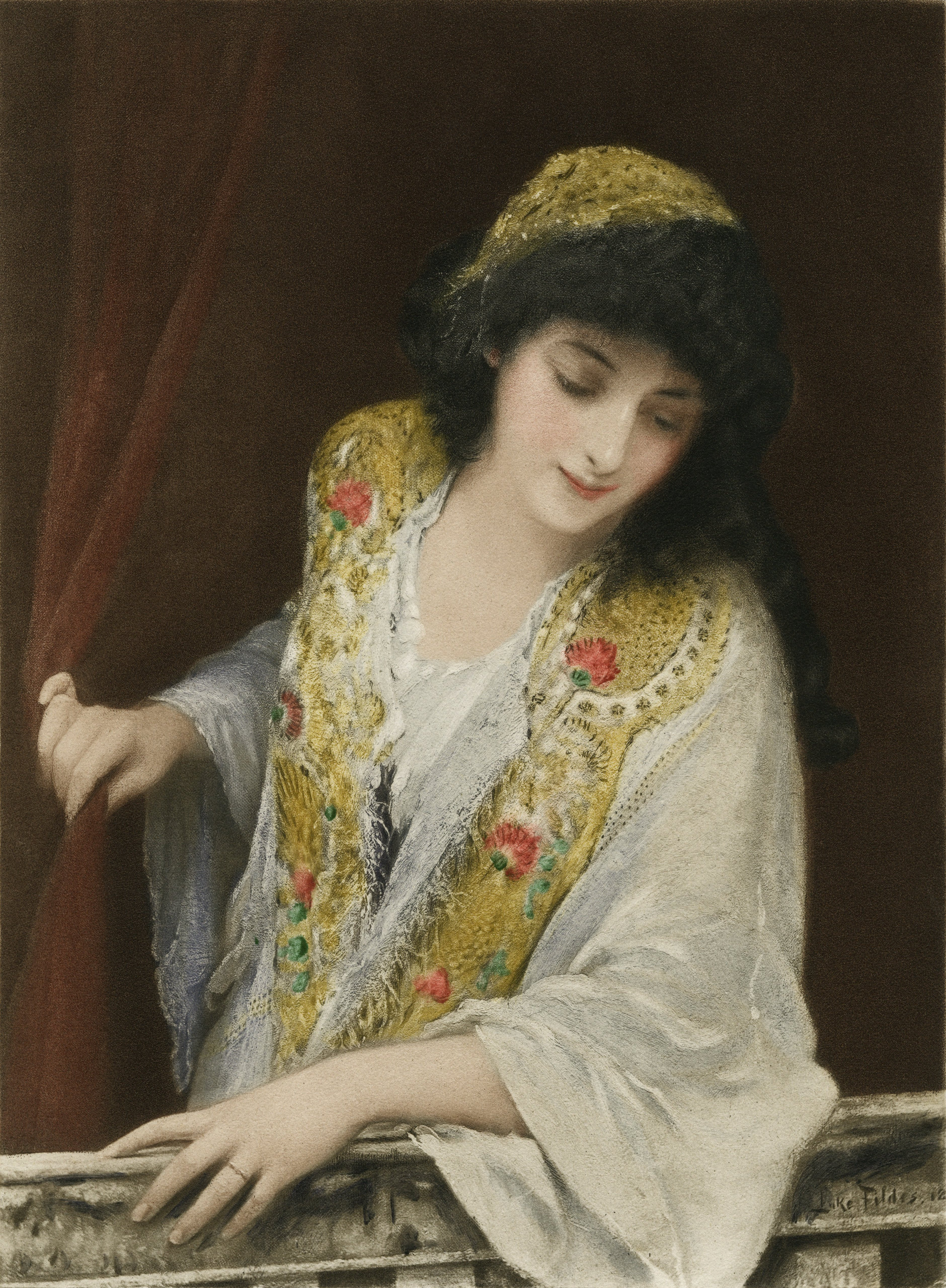
Jessyka z The Graphic Gallery of Shakespeare’s Heroines, 1896

Bassanio, który roztrwonił swój majątek prosi swego przyjaciela Antonia o pomoc finansową w celu zdobycia ręki pięknej Porcji. Antonio wyprawił w podróż wszystkie swe okręty: do Indii, Meksyku, Trypolisu i Anglii, nie ma przy sobie gotówki, proponuje więc przyjacielowi, by zaciągnął w jego imieniu kredyt. Porcja rozmawia z Neryssą o zalotnikach różnych narodowości, którzy przybyli do jej pałacu. Wszyscy oni wycofują się jednak ze względu na surowe zasady konkursu o rękę Porcji. Bassanio umawia się w imieniu Antonia z Shylockiem o pożyczkę trzech tysięcy dukatów na trzy miesiące. Lichwiarz stawia warunek, że w razie gdyby Antonio nie mógł zwrócić pieniędzy, zapłaci mu funtem własnego mięsa. Antonio przystaje na takie żądanie bez wahania.

## Akt II
Książę marokański podejmuje próbę zdobycia ręki Porcji, według zasad, które wyznaczył przed śmiercią jej ojciec. Musi wybrać spośród trzech skrzynek złotej, srebrnej i ołowianej, tę w której znajduje się portret Porcji. Jeśli się omyli, nie będzie mógł się nigdy ożenić. Lancelot Gobbo spotyka swego ojca i prosi go o pomoc w zdobyciu posady u Bassania, chce bowiem porzucić dotychczasową służbę u Shylocka. Jessyka przekazuje przez opuszczającego jej dom Lancelota list do swego ukochanego Lorenca. Dowiedziawszy się, że Shylock udaje się na wieczerzę do Antonia, Lorenco umawia się z Saleriem, Solaniem i Gracjanem pod domem Shylocka. Lichwiarz opuszczając dom przekazuje klucze swej córce i zakazuje je otwierać komukolwiek. Gdy przybywa Lorenco, Jessyka, przebrana za pazia, przekazuje mu skrzynię z dukatami, a wziąwszy klejnoty opuszcza dom ojca. Zrozpaczony po stracie córki i dukatów Shylock nadaremnie próbuje ją odnaleźć. Zrozpaczony biega po mieście wołając: moje klejnoty, ma córka, dukaty. W Belmonte Książę marokański wybiera tymczasem złotą skrzynkę, kierując się napisem na niej: Mnie biorąc, weźmiesz, czego wielu pragnie. Chybia celu. Nie udaje się również Księciu aragońskiemu, który wybiera skrzynkę srebrną z napisem: Mnie biorąc, weźmiesz, ile zasługujesz.

## Akt III

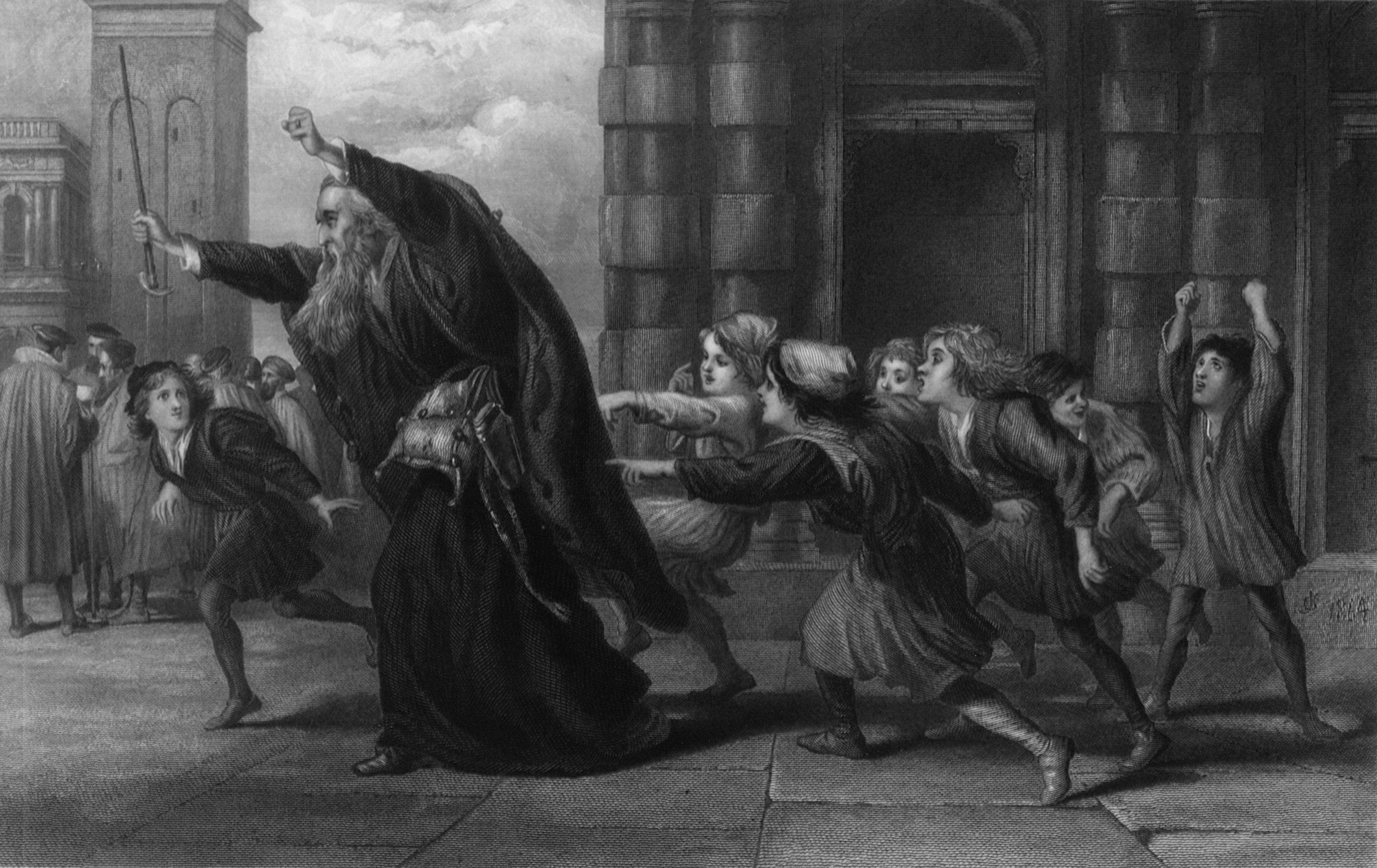
Shylock po porwaniu, John Gilbert, przed 1873

Salerio i Solanio martwią się z powodu rozbicia okrętu Antonia u brzegów Anglii. Spotkawszy Shylocka apelują do jego dobroci, ten jednak zapowiada zemstę za doznane od chrześcijan zniewagi. Jego przyjaciel Tubal informuje go o katastrofie drugiego okrętu Antonia pod Trypolisem oraz o rozrzutności jego córki w Padwie. Shylock cieszy się, że się pozbędzie rywala w interesach i jednocześnie rozpacza nad utratą swego mienia. Porcja próbuje namówić Bassania, by odwlekł chwilę wyboru skrzynki, boi się go bowiem utracić. Bassanio nie potrafi jednak dłużej czekać. Wybiera skrzynkę ołowianą, podejrzliwie zapatrując się na blichtr pozostałych. Porcja nie posiada się z radości. Gracjano wyjawia, że oświadczył się Neryssie i został przyjęty. Do Belmontu przybywają też Lorenco z Jessyką. Bassanio otrzymuje list od Antonia o zatonięciu wszystkich jego statków i o nieustępliwym żądaniu Shylocka wykrojenia funta jego ciała. Odbywa się pospieszny ślub trzech młodych par, po czym Bassanio i Gracjano, zaopatrzeni w pieniądze na zaspokojenie Shylocka wyruszają czym prędzej do Wenecji. Shylock niecierpliwi się, że doża opóźnia skwitowanie jego długu. Porcja przekazuje zarząd nad majątkiem Lorencowi, sama zaś z Neryssą chce się, jak powiada, oddalić do klasztoru. W rzeczywistości w męskim przebraniu obie udają się do Wenecji. Sługę swego wysyła przodem do Padwy do swego krewnego doktora prawa Bellaria po odpowiedni strój i listy upoważniające.

## Akt IV
Antonio staje przed sądem doży. Shylock żąda funta ciała swego dłużnika. Odmawia podania jakiegokolwiek wytłumaczenia takiego żądania. Doża odracza rozprawę do czasu przybycia doktora Bellaria z Padwy. Przybywa Neryssa jako posłaniec z Padwy, z listem Bellaria, w którym poleca on swego kolegę po fachu znakomitego prawnika z Rzymu, Baltazara. Porcja, jako Baltazar, apeluje najpierw do łaskawości Shylocka. Shylock żąda jednak jedynie sądu. Porcja przeczytawszy zobowiązanie upewnia się, że lichwiarz nie chce pieniędzy, a Żyd zrzeka się ich uroczyście. Wówczas Porcja stwierdza, że należy mu się funt mięsa i należy go wykroić z piersi Antonia, nie można jednak wylać ani kropli jego krwi. Znalazłszy się w pułapce Shylock godzi się przyjąć 3 tysiące dukatów. Sędzia jednak nie godzi się na taką łaskę, skoro wcześniej lichwiarz zrzekł się pieniędzy. Z kolei Porcja powołuje przepis, który mówi, że cudzoziemiec, który by usiłował doprowadzić do śmierci wenecjanina, podlega karze śmierci i konfiskacie majątku. Doża darowuje Shylockowi życie, majątek natomiast ma przypaść po połowie Antoniowi i skarbowi weneckiemu. Antonio pozwala zatrzymać Shylockowi należną mu część pod warunkiem zapisania jej w testamencie córce i przyjęcia wiary chrześcijańskiej. Shylock przyjmuje te warunki. Bassanio z radości spowodowanej ocaleniem przyjaciela oferuje wybawcy swe usługi. Porcja żąda małżeńskiego pierścienia. Bassanio waha się, ale na prośbę Antonia oddaje go Porcji.

## Akt V

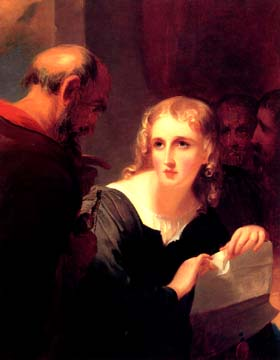
Porcja i Shylock, Thomas Sully, 1835

Lorenco i Jessyka zachwycają się pięknem nocy. Na wieść o powrocie Porcji z Neryssą i Bassania z Gracjanem przygotowują dom. Porcja powracająca z „klasztoru” przyjmuje męża. Gracjano od razu prosi żonę o przebaczenie, że oddał obrączkę dependentowi adwokata. Porcja jest przekonana, że jej mąż, by takiego czegoś nie uczynił, Gracjano wyprowadza ją jednak z błędu. Kobiety wątpią czy obdarowanymi byli naprawdę mężczyźni czy raczej kobiety. Ostatecznie Porcja ujawnia, że to ona broniła Antonia w Wenecji. Przekazuje przyjacielowi męża list, z którego wynika, że trzy z jego okrętów ocalały, uwiadamia również Jessykę i Lorenca o treści testamentu Shylocka.

## Analiza

### Miłość i lichwa
Głównym tematem Kupca weneckiego jest przeciwstawienie miłości i lichwy, Porcji i Shylocka, które nadaje sztuce dramatycznej dynamiki. Akcja utworu zostaje sprowokowana przez miłość. Uczucie jakie żywi Bassanio do Porcji wymaga pieniędzy, co zmusza Antonia do zaciągnięcia pożyczki, uruchamiając w ten sposób wątek Shylocka. Pojęcia miłości (rozumianej szeroko również jako przyjaźń i miłosierdzie) i lichwy, na pierwszy rzut oka kontrastowe, urastają do rozmiarów znacznie przekraczających intuicyjnie odczuwane przeciwieństwo. Szekspir wskazuje na to wykorzystując bogatą gamę synonimów ekonomicznych. Zamiast o gwiazdach mówi o rachunkach i procentach, porównuje włosy Porcji do złotego runa. Transakcje dokonywane w Belmoncie i Wenecji wyznaczają przewodnią myśl sztuki. Kiedy Shylock i Porcja stają naprzeciw siebie w sądzie, nie reprezentują tylko miłosierdzia i sprawiedliwości, ale także żądzę posiadania i hojności tych, którzy otrzymują to, na co zasługują i tych którzy, kierując się miłością, oddadzą i zaryzykują wszystko, co posiadają.
Miłość w Kupcu weneckim daje z siebie to, co ma najcenniejszego, uzyskując w zamian więcej niż dała. Jest to motyw pozytywnie rozumianej lichwy. Tak dzieje się najpierw z Antoniem, który nie tylko poświęca się dla przyjaciela, ale na co dzień udziela bezprocentowych pożyczek ofiarom Shylocka, co tak razi lichwiarza. W osobach Antonia i Bassania Szekspir daje obraz renesansowego kultu przyjaźni, która nie bez powodu jest określana jako love, a nie friendship. Wzajemna relacja obydwu przyjaciół jest peanem na cześć miłości całkowicie bezinteresownej, czego o miłości erotycznej nie da się w sposób zupełny powiedzieć.
Oprócz przyjaźni Antonia i Bassania w sztuce występuje cała plejada bohaterów, kobiet i mężczyzn, zakochanych w sobie i wzajemnie dających i otrzymujących. Miłości, która potrafi tworzyć, mnożyć i ratować, przeciwstawiona zostaje jałowa egzystencja bogatego nędzarza Shylocka, który potrafi jedynie nienaturalnie rozmnażać złoto. Rozmowa Antonia z Shylockiem, w której obydwaj bohaterowie, powołując się na autorytet Biblii, starają się uzasadnić lub obalić prawo do pomnażania pieniędzy, jest nie tylko odbiciem gorącego w epoce Szekspira sporu, ale nabiera znaczenia kluczowego dla całej sztuki, jako dyskurs dwóch niemożliwych do pogodzenia postaw życiowych.

### Pozór i prawda
Złoto wraz z innymi metalami uczestniczy w namyśle nad wartościami pozornymi. Gracjano rozmyśla nad pozorami mądrości na obliczu człowieka. Idea, że nie wszystko jest złotem, co się świeci, odnosi się w utworze nie tylko do skrzynki, wprawdzie ze złotego kruszcu, której zawartość zawiedzie jednak tego kto ją otworzy. Na swój sposób odnosi się również do Antonia, który, by kochankowie żyli długo i szczęśliwie, musi pożyczyć pieniądze u swego największego wroga, i którego Porcja, z wdzięczności za własne szczęście, ratuje od śmierci. Sama Porcja stosuje się także do tego porzekadła, choć à rebours. Ona również okazuje się kimś innym, niż się wydaje. Dla tego wątku ideowego kluczowy jest jak się wydaje monolog Bassania na temat prawdy i pozorów, w chwili gdy ma wybrać skrzynkę decydującą o jego losie.

### Etyka wKupcu weneckim

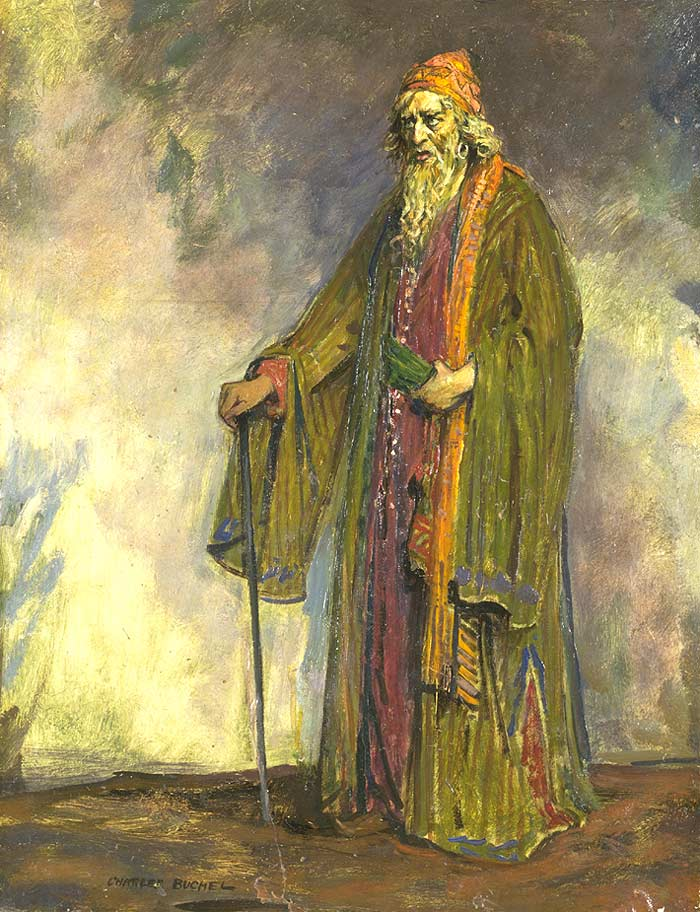
Sir Herbert Beerbohm Tree jako Shylock, Charles Buchel, 1914

Szczególne emocje wśród szekspirologów od lat budzi pieśń z drugiej sceny trzeciego aktu Tell me where is fancy bred (Powiedz, gdzie się miłość rodzi). Słuszny wydaje się pogląd, że Porcja podpowiada w niej Bassaniowi wybór właściwej skrzynki poprzez słowo head (głowa), które jedną literą różni się od lead (ołów), a tę kluczową literę wyraźnie sugerują słowa z ostatniej zwrotki: knell i bell. To właśnie ołowiana skrzynka kryje szczęśliwy los o czym odbiorca sztuki wie już, obserwując niepowodzenia wcześniejszych konkurentów.
Prowadzi to do kwestii szczególnej etyki Porcji, która nie tylko podpowiada Bassaniowi, którą skrzynkę wybrać, ale też sprowadza na manowce, tych którzy jej nie odpowiadają. Analiza Kupca weneckiego wskazuje na pewną elastyczność Szekspira w zakresie etyki w ogóle. Wydaje się, że najwyższe dobro w jego sztukach, osiągane w imię właściwie pojmowanej słuszności sprawy, góruje nad kwestiami szczegółowymi. Miłość Jessyki i Lorenca jest dobrem wyższym niż uczciwość córki wobec ojca. Podobnie dwuznacznie wypada postępowanie Lorenca, o którym Heine pisał, że według prawa niemieckiego zostałby skazany jako kryminalista, na 15 lat więzienia.
Podobnie przedstawia się postępowanie Porcji przed sądem, które łączy w sobie oszustwo i podstęp. Porcja chce uchodzić za prawnika, choć nim nie jest, by tego dopiąć „zmienia płeć” i przybiera fałszywą tożsamość. Cała linia jej obrony jest zręcznym oszustwem. Popełnia nieuczciwość w imię słusznej sprawy, by ratować życie przyjacielowi męża i zapobiec nadużyciu prawa – zemście na tle rasowym.
Najwyższym dobrem zarówno dla Porcji, jak i dla Lorenca i Jessyki jest prawo do osobistego szczęścia, które góruje nad wieloma, jeżeli nie nad wszystkimi innymi prawami. W jego imię Porcja jest gotowa nie przestrzegać ściśle wszystkich nakazów ojca, który z małżeństwa córki uczynił skomplikowaną grę z morałem, albo raczej loterię.

### Duch prawa
Warto zwrócić uwagę na sprawę sądową rozgrywającą się w czwartym akcie komedii. Jak udowodnił W. N. Knight, Szekspir miał kontakty z Williamem Lambarde’em, prezesem Sądu Kanclerskiego. W 1938 roku w Folger Shakespeare Library w Waszyngtonie została odnaleziona książka Lambarde’a z podpisem Szekspira na stronie tytułowej, najprawdopodobniej ofiarowana pisarzowi przez jej autora. W Kupcu weneckim Szekspir zdaje się wykorzystywać główne tezy Lambarde’a o Sądzie Kanclerskim, jako sądzie apelacyjnym, gdzie powinna dominować nie litera prawa, ale jego duch, czyli sprawiedliwość. Sąd Kanclerski był trybunałem monarchy i powinien kierować się łaską, która, co nietrudno zauważyć jest motywem przewodnim rozprawy przed weneckim sądem monarszym. Zdaniem Knighta Porcja uzyskuje sprawiedliwość ponad literą prawa, a nawet wbrew niej, poprzez korzystną dla swego klienta interpretację ducha prawa i na tym polega dramatyczny i prawniczy triumf Szekspira w sztuce.

### Dramat Shylocka
Dawne inscenizacje demonizowały Shylocka, a idealizowały jego chrześcijańskich przeciwników. Nowsze popadają w przeciwny stereotyp. Tymczasem słuszność w tym konflikcie dramaturgicznym nie została przyznana tylko jednej stronie. Szekspir od początku dba o równomierne rozłożenie akcentów. Shylock wprawdzie nienawidzi Antonia już za to, / Że chrześcijanin, ale jeszcze bardziej / Za to, że w swej prostackiej głupocie / Daje pożyczki gratis i w Wenecji / Obniża przez to stopę procentową. Autor sugeruje też, że motywacją Shylocka od początku był plan zemsty. Przedstawia go jako osobnika przebiegłego i dwulicowego. Swój podstępny zastaw ukrywa lichwiarz pod obłudnym zapewnieniem o przyjaźni dla kupca: chętnie pomogę, a za tę pożyczkę / Nie wezmę ani miedziaka procentu / Taki przyjazny gest chciałem wykonać.

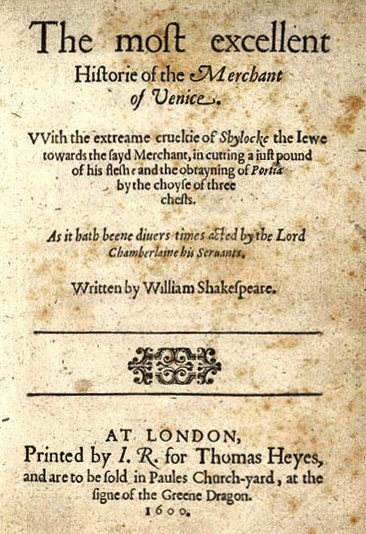
Strona tytułowa Kupca weneckiego z pierwszego quarto, 1600

Z drugiej strony Szekspir ukazuje głębię i ludzką godność żydowskiego bankiera. Z ust Shylocka padają biblijne argumenty wskazujące na to, że bogacenie się, także przemysłem i przebiegłością, może świadczyć o Bożym błogosławieństwie. W dyspucie z Antoniem, to Shylock sięgający po przykład biblijnego patriarchy Jakuba wydaje się mieć więcej racji. Jego adwersarze nie słuchają go. Zauważ, Bassanio, / Jak ten diabeł umie, gdy mu to potrzebne, / Cytować Pismo – mówi do przyjaciela Antonio. Demonizując Żyda kupiec wenecki nie tylko zamyka się na argumenty, na głęboką prawdę Starego Testamentu, ale nie chce też dostrzec w przeciwniku człowieka. Shylock słusznie wypomina mu: Lżyłeś mnie jako krwiożerczego psa / I niewiernego rzezimieszka, plułeś / Na mój żydowski chałat – wszystko za to, / Że obracałem swym majątkiem.
Obłuda, którą zarzucają Shylockowi jego chrześcijańscy adwersarze, jest ich własnym problemem. Jakkolwiek potępiają sam proceder pożyczki na procent, to jednak zwracają się o nią i w przedziwny sposób ją usprawiedliwiają. Antonio przyznaje, że lżył i opluwał lichwiarza i nie zamierza tego odwoływać: Jak wtedy, tak i w tej chwili jestem gotów / Znów psem cię nazwać, opluć, dać kopniaka. / Jeżeli chcesz pożyczyć tych pieniędzy, / To nie pożyczaj nam jak przyjaciołom / ... / Pożycz nam raczej jak wrogom: bo wroga, / Jeżeli okaże się niewypłacalny, / Będziesz mógł zgnoić bez żadnych skrupułów. Sam Antonio daje przeciwnikowi prawo do postawy, którą ten ostatecznie przyjął. Później o tym nie pamięta, ani on, ani jego przyjaciele. I gdy oczekują od Shylocka miłosierdzia, ten nie bez racji wypomina Antoniowi: Nazwałeś mnie psem, / Choć ci nie dałem powodu – lecz skoro / Jestem psem, strzeż się teraz moich kłów.
Shylock nie chce słyszeć ni słowa o litości. Używa w tym miejscu słowa mercy, które lepiej się tłumaczy jako łaska czy miłosierdzie. Postawa miłosierdzia stanowi serce religii chrześcijańskiej. Shylock, wyznawca judaizmu, nie chcąc słyszeć ni słowa o miłosierdziu pokazuje, że mu go brak. Nie doświadczył go, bo nie zaświadczyli o nim dostatecznie chrześcijanie, z którymi miał w życiu do czynienia.

### Logika prawa i miłosierdzia
Kiedy w czwartym akcie sztuki, sędzia, przebrana Porcja, po raz ostatni próbuje skłonić Shylocka do miłosierdzia, mówi: Żyd okazać musi miłosierdzie. Shylock protestuje: Dlaczego muszę. W odpowiedzi Porcja wypowiada słowa, które można uznać za przesłanie utworu: Do miłosierdzia nie można przymusić. / Ono opada jak ciepły deszcz z nieba, / Błogosławieństwo przynosząc podwójne – / Temu kto daje, i temu kto bierze. / Najpotężniejsza z potęg tego świata, / Królom przystoi bardziej niż korona / ... / I ziemska władza jest Bożej podobna, / Gdy sprawiedliwość słodzi miłosierdziem. A zwracając się do lichwiarza dodaje: Nikt z nas nie zostałby zbawiony, gdyby / Jedyną miarą była sprawiedliwość, dlatego ludzie modlą się o miłosierdzie, a modlitwa przyucza ich do miłosiernych uczynków. Przyucza nie przymusza. Choć Antonio rzeczywiście jest Shylockowi winien swoje serce, należy mu tę winę darować.
Żyd jednak obstaje przy prawie, nie pozwala sobie na „przymus” miłosierdzia i ostatecznie musi znieść inny, który pochodzi z prawa. Prawo, na które się powoływał, zwraca się ostatecznie przeciw niemu i skazuje go na konfiskatę majątku, a jego życie oddaje w ręce doży. Słyszy z ust Porcji: Więc na kolana i błagaj o litość, czyli dosłownie o miłosierdzie. Kiedy Shylock nadal się opiera doża wychodzi mu naprzeciw i daruje mu życie. Również Antonio, pytany przez Porcję, czy zgadza się zamienić konfiskatę majątku na grzywnę, wyraża zgodę. Stawia jednak dodatkowe warunki. Pierwszy z nich zobowiązuje Shylocka do przyjęcia chrztu. Jeśli nie przyjmie postawionych warunków, doża odwoła swoje ułaskawienie, pozostaje mu więc się zgodzić. Jego ostatnie słowa brzmią: Pozwólcie mi odejść, / Jakoś mi słabo. Przyślijcie ten akt, / Podpiszę.
Chrześcijańscy przeciwnicy Żyda są przekonani, że zasłużył sobie na karę, jaka został mu wymierzona. Pokonali go w końcu na jego terenie. Ale ich zwycięstwo pozostaje problematycznie. Wprawdzie wykazuje, że egzekwowanie prawa zwraca się przeciw temu, kto zamyka się na miłosierdzie. Gdy jednak Shylock pod przymusem uznaje „miłosierdzie” okazane mu przez przeciwników, w gruncie rzeczy staje się znakiem ich przegranej. Do miłosierdzia nie można przymusić stwierdziła Porcja. I właśnie w świetle tej prawdy, problematyczna okazuje się łaska okazana lichwiarzowi, która niewiele ma wspólnego z autentycznym miłosierdziem i miłością.

### Bassanio o sercu podzielonym
Miłość, o której mówi Szekspir w dramacie jest niepodzielna, obejmuje całego człowieka. Świadczą o tym słowa ze szkatułki, która pozwalał zdobyć rękę Porcji: Kto mnie wybierze, musi poświęcić wszystko, co ma. Bassaniowi, który ma tylko długi, poświęcenie wszystkiego nie sprawia wielkiej trudności. Jaśniej też widzi z tego powodu nietrwałość wszelkiego posiadania. Problematyczne jest natomiast tło jego wyboru. Nie ukrywa, że wszystko zawdzięcza przyjacielowi, i że podejmując starania o rękę Porcji chce wyswobodzenia się spod jarzma długów. Przebieg akcji utworu potwierdza swoistą „zdradę” Bassania, którą Porcja od początku podejrzewała, a która przejawia się w silniejszej więzi z Antoniem niż z upragnioną kobietą i ostatecznie prowadzi do oddania pierścienia, znaku jego niepodzielnej miłości do żony.
Przed sądem Bassanio oświadcza, że choć kocha żonę ponad życie, gotów jest oddać ją wraz z życiem za uwolnienie przyjaciela. Wyznanie, które chciałaby usłyszeć od niego jego żona, słyszy Antonio. Porcja nie pozostawia go bez komentarza, zastanawiając się: Ciekawe, co by powiedziała żona, / Gdyby słyszała taką deklarację. Nie ma raczej wątpliwości kto w sercu męża zajmuje pierwsze miejsce. Potwierdza to oddanie pierścienia, właśnie na prośbę Antonia. Daj mu ten pierścień. Niech jego zasługi / I moja przyjaźń ważą razem więcej / Niż wola twojej żony, prosi Antonio i Bassanio jest mu posłuszny. Antonio ostatecznie zwraca męża Porcji wraz z pierścieniem, próbując wymusić jego wierność wobec żony, jak przedtem próbował wymusić nawrócenie Shylocka.
Tymczasem prawdziwa miłość, jak to się dzieje w przypadku Jessiki, nie tylko porzuca ojca, gdy staje jej na przeszkodzie, ale jest gotowa dzielić z umiłowanym wszystko, nawet wiarę. Jessika jest świadoma powagi swego wyboru gdy mówi: Jak wstrętnie grzeszy, kto – jak ja – / Wstydzi się, że jest dzieckiem swego ojcaǃ / Lecz choć nas łączy związek krwi, nie jestem / Taka jak ojciec. Lorenzo, jeżeli / Dotrzymasz przysiąg, padnę w twe ramiona – / Ja, chrześcijanka, kochająca żona. Miłość, gdy jest autentyczna, „narzuca” więzy, które ostatecznie przynoszą wolność.

### Smutek kupca weneckiego
Sztukę rozpoczyna monolog zgnębionego Antonia. Gdy przyjaciele pytają go czy martwi się o swe okręty i majątek, zaprzecza. Wówczas Solanio pyta: Więc o cóż? O miłość? Na co kupiec oburza się: Ej, nie pleć głupstw. Antonio czeka na Bassania, a gdy zostają sami, pierwsze o co pyta, ujawniając w ten sposób sekret swego przygnębienia, to o wyjaśnienie kim jest tajemnicza dama, do której pragnie się wybrać. Gdy Bassanio zapewnia go, że jego miłość nie zakłóci ich dotychczasowej przyjaźni, Antonio przystaje na to, więcej jest gotów poświęcić dla przyjaciela wszystko. Rozstając się z Bassaniem wyruszającym, by zdobyć rękę Porcji, Antonio płacze, co inny z przyjaciół komentuje: za przyjacielem naprawdę świata nie widzi.
Kiedy okoliczności wymuszają na Antoniu oddanie życia, mówi: Daj Boże, / Aby Bassanio zjawił się i ujrzał, / Jak płacę jego dług; o resztę nie dbam. Stając w obliczu śmierci, ujmuje przyjaciela za rękę i prosi, by pozdrowił swą wybrankę i opowiedział o jego przyjaźni, by Porcja mogła osądzić, czy jej mąż mógł być dumny z przyjaciela. Po tej deklaracji przyjaźni następuje wyznanie Bassania, po którym Porcja, przebrana za sędziego, rzeczywiście wydaje sąd, nie tyle jednak dotyczący uznania dla ich przyjaźni, co wątpliwości co do możliwości jej pogodzenia z miłością małżeńską. Antonio w śmierci za przyjaciela widzi sens swego życia. Gdy ofiara nie okazuje się potrzebna, może jedynie oddać przyjaciela jego żonie, próbując przymusić go do wierności względem niej.
Wprawdzie w końcowych scenach sztuki kupiec wenecki już więcej o swym przygnębieniu nie mówi, trudno jednak przyjąć, że ustąpiło ono wskutek odzyskania majątku, skoro nie troska o majątek była jego przyczyną. Antonio przymuszający przyjaciela do miłości żony i Shylocka do miłości Chrystusa, nie potrafi się rozradować, pozostaje bowiem niezdolny do przyjęcia miłości, której więzy są czym innym niż przymus ograniczający wolność.

## Film i opera
Pierwszej (niemej) ekranizacji tego dzieła dokonano w 1914 roku. Ostatnia miała miejsce w 2004 roku. Reżyserem był Michael Radford, główne role zagrali Al Pacino i Jeremy Irons. Budżet tego filmu wyniósł 30 000 000 USD.
Operę opartą na Kupcu weneckim do libretta Johna O’Briena skomponował Andrzej Czajkowski (1935–1982), a premierę miała w 2013 roku w Bregencji.